# 尼古拉·库克先科夫
尼古拉·尤利耶维奇·库克先科夫（俄语：Николай Юльевич Куксенков，1989年6月2日—）是一名生于乌克兰基辅，代表俄罗斯参赛的男子竞技体操运动员。库克先科夫2013年前代表乌克兰参赛，他代表乌克兰所参加的最后一次世界大赛是2012年伦敦奥运，当时他获得男子团体第四名和男子个人全能第四名，未能获得奖牌。伦敦奥运后，他宣布因为家庭原因归化至俄罗斯。2013年4月23日，他正式获得俄罗斯国籍，得以代表俄罗斯参加之后的国际大赛。
2016年4月初，有报道称库克先科夫在一次药检中被查出米屈肼呈阳性，该消息是在库克先科夫在全国锦标赛上获得个人全能冠军一天之后传出的，他也因为此事放弃剩下的比赛。4月13日，世界反運動禁藥機構决定对库克先科夫进行赦免，称如果运动员体内的该药物浓度在2016年3月1日前的检测中小于1微克，则不对其禁赛。至此库克先科夫得以参加之后进行的欧洲锦标赛。